# Вабс
Вабс (нем. Waabs) — община в Германии, в земле Шлезвиг-Гольштейн. 
Входит в состав района Рендсбург-Экернфёрде. Подчиняется управлению Шванзен.  Население составляет 1442 человека (на 31 декабря 2010 года). Занимает площадь 33,27 км².

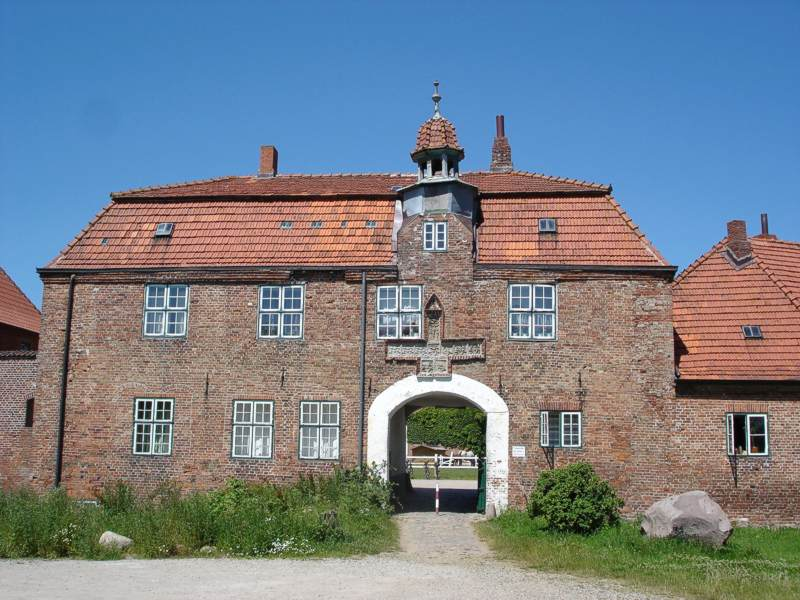
Вабс